# Armando dos Santos
Armando dos Santos, genannt Armandinho, (* 3. Juni 1911 in São Carlos; † 26. Mai 1972 in Santos) war ein brasilianischer Fußballnationalspieler.

## Karriere

### Verein
Armandinho begann beim Straßenfußball in seiner Heimatstadt und spielte 1923, im Alter von 16 Jahren für Paulista EC, später ging er zur AA Ponte Preta. Zwischen 1928 und 1929 spielte er zeitweise für Palestra Itália und wurde im folgenden Jahr zur Armee einberufen, wo er im Regiment sowie beim CA Pirassununga spielte. Nach seinem Ausscheiden aus der Armee ging er zum Paulistano.
1930 beteiligte er sich mit anderen Mitgliedern von Paulistano an der Gründung des FC São Paulo, wo er 1931 die Staatsmeisterschaft von São Paulo gewann. Hier trat er mit anderen Größen des brasilianischen Fußballs, wie Araken, Waldemar de Brito und Arthur Friedenreich, an. Er blieb bis 1934 im Verein. Im Anschluss spielte er für mehrere Vereine in Rio de Janeiro, Bahia und São Paulo.

### Nationalmannschaft
Er war Mitglied der Nationalmannschaft bei der Fußball-Weltmeisterschaft 1934. Der Spieler kam hier zu einem Einsatz. Danach nur zu einem offiziellen und zahlreichen inoffiziellen Spielen. Die nachstehenden Einsätze in der Nationalmannschaft sind nachgewiesen.
Offizielle Länderspiele
- 27. Mai 1934 gegen Spanien, Ergebnis: 1:3 (Fußball-Weltmeisterschaft)
- 3. Juni 1934 gegen Jugoslawien, Erbgebnis: 4:8 (1 Tor)

Inoffizielle Spiele
- 8. Juni 1934 gegen HŠK Građanski Zagreb, Ergebnis: 0:0
- 17. Juni 1934 gegen Katalanische Fußballauswahl, Ergebnis: 1:2
- 1. Juli 1934 gegen FC Barcelona, Ergebnis: 4:4
- 12. Juli 1934 gegen eine Auswahlmannschaft von Spielern des Belenenses Lissabon und Benfica Lissabon, Ergebnis: 4:2
- 15. Juli 1934 gegen Sporting Lissabon, Ergebnis: 6:1 (1 Tor)
- 22. Juli 1934 gegen FC Porto, Ergebnis: 0:0
- 7. September 1934 gegen Galícia EC, Ergebnis: 10:4 (4 Tore)
- 9. September 1934 gegen CA Ypiranga, Ergebnis: 5:1
- 13. September 1934 gegen EC Vitória, Ergebnis: 2:1
- 20. September 1934 gegen eine Auswahlmannschaft von Bahia, Ergebnis: 2:1
- 27. September 1934 gegen Sport Recife, Ergebnis: 5:4 (3 Tore)
- 30. September 1934 gegen Santa Cruz FC, Ergebnis: 3:1 (1 Tor)
- 4. Oktober 1934 gegen Náutico Capibaribe, Ergebnis: 8:3 (2 Tore)
- 7. Oktober 1934 gegen eine Auswahlmannschaft von Pernambuco, Ergebnis: 5:3 (1 Tor)
- 10. Oktober 1934 gegen Santa Cruz FC, Ergebnis: 2:3
- 13. Oktober 1934 gegen EC Bahia, Ergebnis: 5:1 (1 Tor)
- 16. Dezember 1934 gegen Palmeiras São Paulo, Ergebnis: 4:1 (2 Tore)

## Erfolge
São Paulo
- Staatsmeisterschaft von São Paulo: 1931

Bahia
- Staatsmeisterschaft von Bahia: 1936